# Seishun Amigo
Seishun Amigo (青春アミーゴ?) è un brano musicale del gruppo Shūji to Akira, utilizzato come sigla di chiusura del dorama televisivo Nobuta wo Produce. Shūji to Akira era un duo formato appositamente per l'occasione da Kazuya Kamenashi dei KAT-TUN e Tomohisa Yamashita dei NEWS, il cui nome deriva da quello dei personaggi interpretati dai due cantanti nella serie Nobuta wo Produce.
Il brano è stato pubblicato singolo il 2 novembre 2005 ed ha debuttato alla prima posizione della classifica Oricon, vendendo 520 419 copie. Il singolo ha mantenuto la vetta della classifica anche la settimana seguente, vendendo altre 250 108 copie. Alla fine il singolo ha venduto oltre un milioni di copie in meno di quattro settimane ed è rimasto in classifica per sessantacinque settimane, diventando il più venduto dell'anno in Giappone nel 2005 ed il terzo più venduto del 2006.
Nel 2010, la rivista della Oricon, OriStar, ha riportato la notizia che Seishun Amigo ha venduto oltre 1 627 000 copie.

## Tracce
CD singolo JECN-0076
1. Seishun Amigo (青春アミーゴ) - Shuuji to Akira
2. Colorful (カラフル) - Yamashita Tomohisa
3. Kizuna (絆) - Kamenashi Kazuya
4. Seishun Amigo (Original Karaoke) (青春アミーゴ)
5. Colorful (Original Karaoke) (カラフル)
6. Kizuna (Original Karaoke) (絆)

Durata totale: 16:37
La terza traccia, Kizuna, è stata una delle canzoni del dorama Gokusen 2 (2ª stagione televisiva della serie con quel nome) il quale ha visto debuttare lo stesso Kamenashi come attore, in quell'occasione affiancato dall'allora compagno di band Jin Akanishi.

## Classifiche
| Classifica (2005) | Posizione più alta |
| ----------------- | ------------------ |
| Giappone (Oricon) | 1                  |